# Kashmir National Alliance
Kashmir National Alliance és una aliança de partits nacionalistes de Caixmir, que actua a Azad Kashmir. Es va crear el 1996 i la van formar:
- Partit Nacional Awami de Jammu i Caixmir (Jammu Kashmir National Awami Party)
- Partit Nacional Democràtic de Caixmir (Kashmir National Democratic Party)
- Front Nacional d'Alliberament de Jammu i Caixmir (Jammu Kashmir National Liberation Front)
- Federació Nacional d'Estudiants de Jammu i Caixmir (Jammu Kashmir National Student Federation).

Tots aquest partits actuen també a Jammu i Caixmir.
No pot participar en les eleccions d'Azad Kashmir perquè afavoreix la independència de Caixmir